# Xylocopa nigroclypeata
Xylocopa nigroclypeata är en biart som beskrevs av Rayment 1935. Xylocopa nigroclypeata ingår i släktet snickarbin, och familjen långtungebin. Inga underarter finns listade i Catalogue of Life.

## Bildgalleri

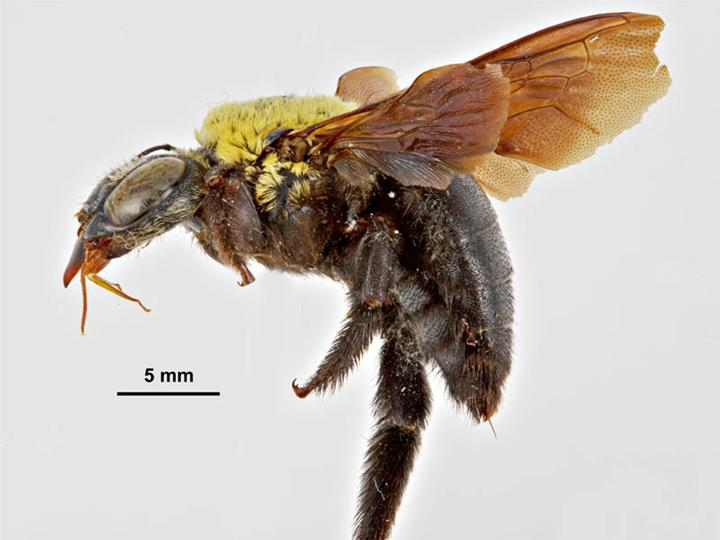